# Bluff (Utah)
Pour les articles homonymes, voir Bluff (homonymie).
Bluff est une ville (census-designated place) située dans la vallée de la rivière San Juan, dans le comté de San Juan, dans le coin sud-est de l'Utah (à proximité des Four Corners), aux États-Unis. La population s'élevait à 320 habitants au dernier recensement effectué en 2000.

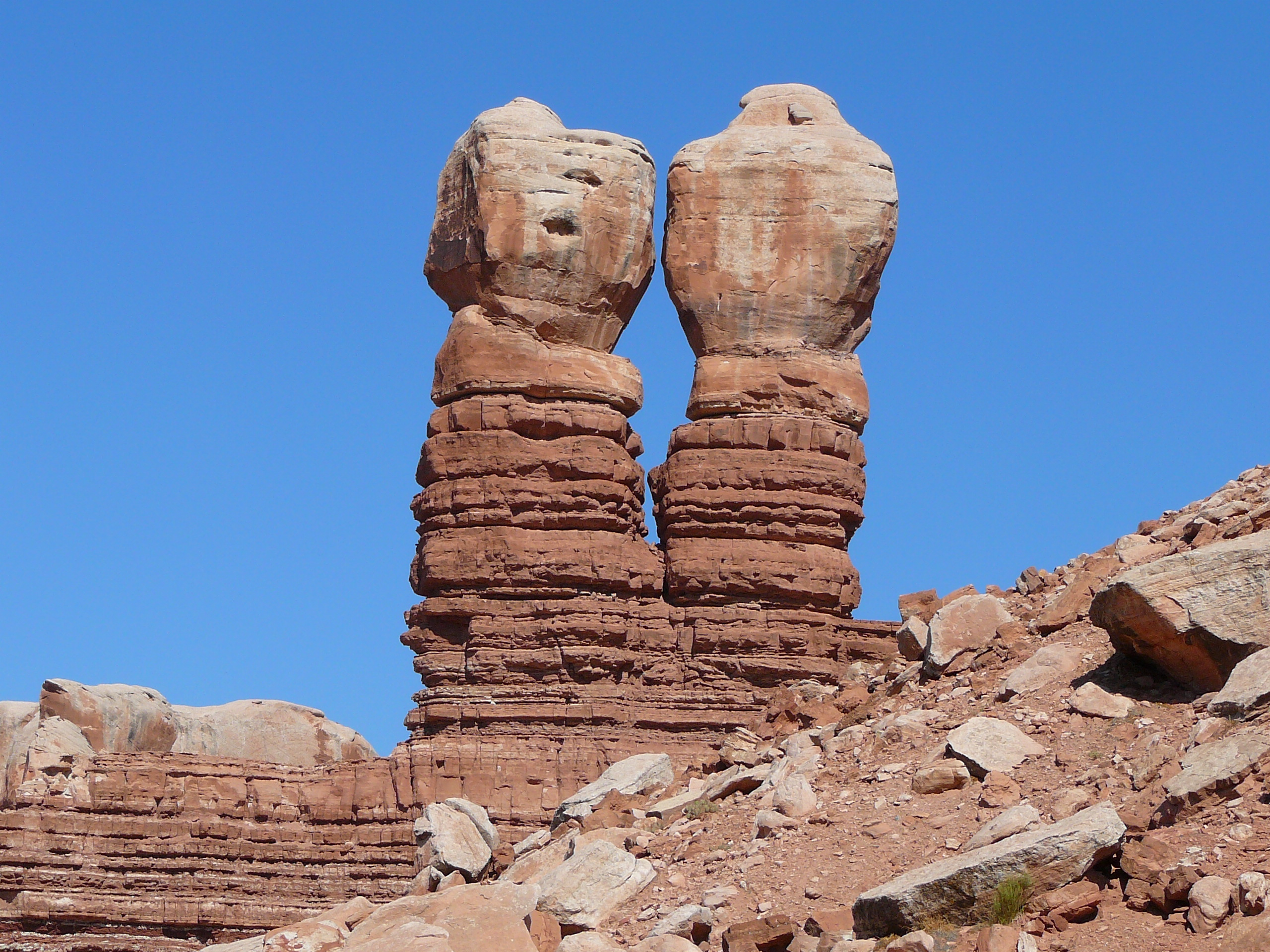
Les Navajo Twin Rocks, une formation rocheuse particulière située à Bluff.

La ville a été fondée en 1880 par un groupe de Mormons de l'expédition de San Juan qui a créé la piste connue sous le nom de Hole in the Rock.
Bluff est notamment renommée pour deux formations rocheuses naturelles impressionnantes : Navajo Twin Rocks et Locomotive Rock.